# Thalia (chi thực vật)
Thalia là một chi thực vật có hoa trong họ Marantaceae.

## Các loài
- Thalia dealbata Fraser, 1794: Trung và đông nam Hoa Kỳ.
- Thalia densibracteata Petersen, 1890: Brasil.
- Thalia geniculata L., 1753: Nhiệt đới châu Phi, đông nam Hoa Kỳ tới nhiệt đới châu Mỹ.
- Thalia multiflora Horkel ex Körn., 1862: Đông nam và nam Brasil tới đông bắc Argentina.
- Thalia pavonii Körn., 1862: Ecuador.
- Thalia petersiana K.Schum., 1902: Rio de Janeiro (Brasil).